# POLYSICS OR DIE!!!!
『POLYSICS OR DIE!!!!』（ポリシックス・オア・ダイ）は、日本のロックバンド、POLYSICSのベスト・アルバム。2004年5月19日、キューンレコードよりリリース。2004年7月26日にUK&Europe盤、2005年3月22日にUS盤をリリース。

## 概要
アルバム『カジャカジャグー』『National P』リリース後、本作をアメリカでリリースしようという企画が挙がったが、当のメンバーはベストアルバムがあまり好きではなかったこと、出す時期が早いと思っていたことから、あまり乗り気ではなかった。
しかしながら、インディーズ時代のアルバム『1st P』『A・D・S・R・M!』の音源に満足していなかったメンバーは、それらの音源の録り直しを条件にベストアルバムのリリースを決定した。本作には新録曲が5曲収録されている。
本作は当初、ソニー・ミュージックレコーズの方針で、レーベルゲートCD2での発売であったが、後にレーベルゲートCD2が廃止され、現在では通常のCD-DA盤が一般に出回っている。
ベストアルバム発売によって売り上げ低迷を止めるきっかけになれば、とメンバーは思っていたが、前作での奇を衒ったマイナスなイメージがついてしまった事もあってか、発売当時の売り上げは芳しくなく、直後の海外ツアーも手応えを感じられなかった、と後にハヤシが語っている。

## 収録曲
全曲作詞・作曲：Hiroyuki Hayashi（"MY SHARONA" 作曲：D.FIEGER-B.AVERRE）編曲：POLYSICS
1. BUGGIE TECHNICA (new recordings) (2:29)
インディーズ1stアルバム「1st P」収録曲の新録バージョン。
2. Hot Stuff (new recordings) (2:13)
インディーズ2ndアルバム「A・D・S・R・M!」収録曲の新録バージョン。
3. NEW WAVE JACKET (2:39)
3rdシングル曲。シングルバージョンはアルバム初収録。
4. PLUS CHICKER (new recordings) (2:59)
インディーズ1stアルバム「1st P」収録曲の新録バージョン。
5. KAJA KAJA GOO (3:20)
ミニアルバム「カジャカジャグー」収録曲。
6. BLACK OUT FALL OUT (new recordings) (4:06)
メジャー3rdアルバム「FOR YOUNG ELECTRIC POP」収録曲の新録バージョン。アルバムでは打ち込み多用のポップなアレンジだったのに対し、こちらはバンドサウンドを基調としたアレンジになっている。
7. MY SHARONA (3:16)
メジャー3rdアルバム「FOR YOUNG ELECTRIC POP」収録曲。
8. MAKING SENSE (3:51)
メジャー1stアルバム「NEU」収録曲。アルバムに収録された音源と多少異なり、最後のノイズがフェードアウトで終わる。
9. LOOKIN' LOOKIN' GAA (2:56)
メジャー4thアルバム「National P」収録曲。
10. COMMODOLL (3:21)
メジャー2ndアルバム「ENO」収録曲。
11. FOR YOUNG ELECTRIC POP (2:51)
メジャー3rdアルバム「FOR YOUNG ELECTRIC POP」収録曲。
12. XCT (3:12)
1stシングル曲、メジャー1stアルバム「NEU」収録曲。イントロのスクラッチ音はカットされている。
13. PEACH PIE ON THE BEACH (2:50)
メジャー4thアルバム「Narional P」収録曲。
14. each life each end (3:10)
2ndシングル曲。シングルバージョンはアルバム初収録。
15. Code4 (4:10)
ミニアルバム「LO-BITS」収録曲。
16. Modern (new recordings) (3:57)
インディーズ2ndアルバム「A・D・S・R・M!」収録曲の新録バージョン。
17. URGE ON!! (3:34)
1stシングル「XCT」収録曲。シングルバージョンはアルバム初収録。
18. ENO (0:52)
メジャー2ndアルバム「ENO」収録曲。アルバム収録バージョンとは違い、曲自体がフェードアウトされて大幅にカットされている。

UK&Europe盤はCD Extra仕様となり、ボーナスビデオとしてBLACK OUT FALL OUTとカジャカジャグーの2曲のプロモーションビデオが収録されている。